# Чернещина (Котелевский район)
Чернещина (укр. Чернещина) — село,
Котелевский поселковый совет,
Котелевский район,
Полтавская область,
Украина.
Код КОАТУУ — 5322255105. Население по переписи 2001 года составляло 81 человек.

## Географическое положение
Село Чернещина находится на левом берегу реки Котельва,
выше по течению на расстоянии в 4 км расположено село Сидоряче,
ниже по течению на расстоянии в 5,5 км расположен пгт Котельва.

## История
Село указано на специальной карте Западной части России Шуберта 1826-1840 годов как хутор Гнилосыровский

## Экономика
- Свинотоварная ферма.